# Дитер фон Изенбург
Дитер фон Изенбург (на немски: Diether von Isenburg; * 1412; † 7 май 1482, Ашафенбург) е два пъти архиепископ на Майнц (1459 – 1461 и 1475 – 1482) и ex officio също курфюрст и ерцканцлер на Германия.

## Живот
Той е вторият син на граф Дитер I фон Изенбург-Бюдинген († 1461) и съпругата му графиня Елизабет фон Золмс-Браунфелс († 1451), дъщеря на граф Ото I фон Золмс-Браунфелс.
Дитер следва в Кьолн и след това в Ерфурт, където през 1434 г. става ректор. Той отива в Кьолн и в Майнц, където през 1427 г. е домхер и от 1453 г. кустос на катедралата. На 18 юни 1459 г. той е избран за архиепископ на Майнц. Папата не го потвърждава.
Дитер прави реформация и на 21 август 1461 г. папата го сваля и го отлъчва от църквата. Започва война между него и новозначения от папата архиепископ Адолф фон Насау, при която е победен.
На смъртното си легло Адолф фон Нассау го предлага през 1475 г. за свой наследник. На 9 ноември 1475 г. Дитер фон Изенбург е избран за архиепископ и е признат от папа Сикст IV.
През 1477 г. Дитер подарява университет. След смъртта му през 1482 г. е погребан в катедралата на Майнц.